# Giáo hoàng Nicôla II
Nicôla II (Latinh: Nicolau II) được coi là người kế nhiệm Giáo hoàng Stephen IX sau khi Giáo hoàng giả Benedict IX bị truất phế.
Theo niên giám tòa thánh năm 1861 thì ông đắc cử Giáo hoàng năm 1058 (ngày 28 tháng 12?) và ở ngôi Giáo hoàng trong 2 năm 6 tháng 25 ngày. Niên giám tòa thánh năm 2003 xác định triều đại của ngài kéo dài từ ngày 24 tháng 1 năm 1059 cho tới ngày 27 tháng 7 năm 1061.

## Giám mục Florentia
Giáo hoàng Nicolaus II sinh tại Chevron (Cisvaro), Caprea-Dunnum ở Alloborogie, Pháp (nay là Mercury Gemilly trong Com de Savoie) và thuộc dòng họ Chevron – Villette. Tên tục của ông có nhiều dị bản: Gérard, Gérald, Gherard, Gerardius hoặc Giroldus. Các văn bản xưa ghi tên ông là Allobrox, Allobroge, natione Burgondio, sive Sabaudiensis (dân tộc Bourgogne hoặc Savoie), vậy ông cũng được gọi là Gérard de Bourgogne. Có lẽ ông sinh giữa năm 990 và 995.
Vị Giáo hoàng này trước tiên là một đan sĩ có một kiến thức bách khoa rộng lớn đối với thời kỳ của ông, nhưng có lẽ không thuộc dòng Cluny. Sau khi hoàng đế Conrad le Salique chiến thắng Eudes de Champagne và chiếm vương quốc Bourgogne, ngày 1 tháng 8 năm 1034,Gérard l’Alloborogie phục vụ quận công Bônifatiô của Toscane, một trong các thẩm phán quan có thế lực nhất của hoàng đế và đã cùng với ông này đi đến Italia.
Trong một chục năm, ông đã thực hiện những việc học tập quan trọng mà ông đã đeo đuổi ở Italia và có lẽ ngay cả ở Paris. Năm 1046, ông được bầu làm Giám mục Florentia.

## Giáo hoàng
Ngày 28 tháng 12 năm 1058, ông được tấn phong Giáo hoàng tại Rôma. Ông đã được các hồng y bầu ở Sienna nhưng chính ông lại không phải là hồng y. Ông được bầu làm Giáo hoàng mà không cần đến sự chỉ định của hoàng đế Đức. 

## Cải tổ
Nicolaus II tiếp tục cuộc chiến đương đầu với lạc thuyết Nicôla. Ông thi hành những biện pháp đối với hàng giáo sĩ: kỷ luật các linh mục đã kết hôn hoặc chung sống ngoài hôn nhân, đồng thời cấm các tín hữu được tham dự thánh lễ do một linh mục đã kết hôn cử hành đồng thời yêu cầu những người đã có vợ phải bỏ vợ đi.
Trong phạm vi cái mà các sử gia gọi là a ponsteriori (hậu nghiệm) là cải cách của Gregorius, ông cấm việc bổ nhiệm các địa vị trong Giáo hội để thu tiền (buôn thần bán thánh); cấm các giáo sĩ lãnh nhận một nhà thờ từ tay của một giáo dân. Giáo dân bị cấm không được phong chức cho các Giám mục mà lại không có sự cho phép của Giáo hoàng.
Nicôla II cũng muốn các kinh sĩ trở về lại một kỷ luật nghiêm nhặt hơn, bằng cách áp đặt những bữa ăn chung và ban đêm ngủ ở phòng ngủ chung.

## Sắc lệnh 1059
Ông triệu tập một Thượng Hội đồng Giám mục tại Roma, trong đó quy định chỉ Giám mục do Giáo hoàng chọn mới được tấn phong và chỉ những hồng y Giám mục mới được bầu chọn Giáo hoàng.
Ngày 13.4.1059 đức Nicolas II ban hành một sắc lệnh có tầm quan trọng căn bản, có thể bảo đảm về mặt pháp lý quyền độc lập của Giáo hoàng trong tương lai:
| “ | "Chúng tôi ra lệnh và quyết định rằng, khi giáo người đứng đầu Giáo hội La Mã toàn năng này qua đời thì các hồng y-Giám mục trước hết sẽ giải quyết mọi việc một cách kỹ lưỡng nhất, sau đó sẽ lấy thêm các hồng y-giáo sĩ phụ giúp, rằng những người còn lại trong giáo chức và trong dân chúng sẽ đồng tình với cuộc bầu cử mới, rằng để trách khỏi nọc độc của sự mua chuộc len lỏi vào dưới cớ này cớ khác thì những người tu hành là người trước hết có quyền bầu ra người đứng đầu Giáo hội". Các hồng y lo tìm người kế vị rồi mới thông báo cho mọi người (và hoàng đế) biết. Sẽ chọn người ở Roma, nếu không ai có khả năng mới chọn người ở vùng khác" | ” |

Các giáo sĩ "cardinales" (từ chữ cardo: bản lề) trước tiên là những viên chức không thể bãi miễn của mỗi Giáo hội. Vào thế kỷ X và thế kỷ XI, người ta có thói quen dùng từ đó để chỉ những nhân vật chính trong Giáo hội, và ở Roma các nhân vật này có uy tín đặc biệt.
Có thể phân biệt các "hồng y-Giám mục"đứng đầu bảy địa phận rất gần Roma, các "hồng y-linh mục" phụ trách những nhà thờ lớn nhất của Roma (số lượng là hai mươi sáu nhà thờ vào thế kỷ XI), các "hồng y phó tế" gồm bảy người, thuộc bảy vùng giáo chức Roma trước khi trở thành viên chức cao cấp và cố vấn tòa thánh.
Đáng lưu ý là vào đầu thế kỷ XI, các hồng y chưa hợp thành hồng y đoàn. Thực chất hồng y đoàn thế kỷ X chỉ là hàng giáo sĩ Roma khoảng 40 vị: 7 hồng y Giám mục, 7 hồng y phó tế, còn lại là các hồng y linh mục.

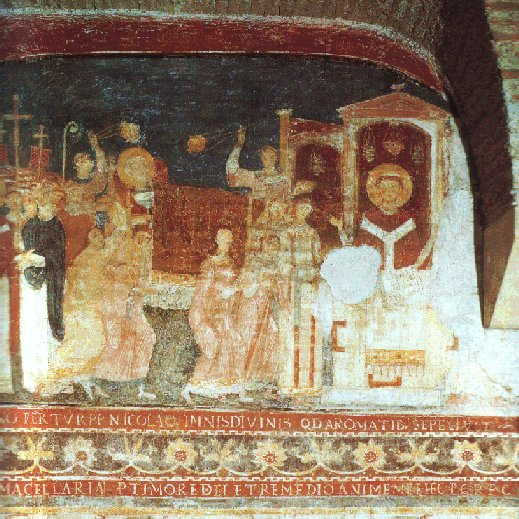
Giáo hoàng Nicôla II (phải) trong một bước bích họa vào thế kỷ 12 tại Vuơng cung Thánh đường Thánh Clemente ở Roma, Ý.

Nhờ quyết định này, đức Nicolas II đưa việc bầu cử thành quy luật dành riêng cho hồng y đoàn, sự tuyển cử Giáo hoàng không còn ở tay hoàng đế nữa, nhưng do các Hồng y. Cũng từ đây trở đi, trừ ra một ít trường hợp (các Giáo hoàng đóng tại Avignon), còn thì các Giáo hoàng đều được lực chọn trong vòng Giáo phẩm La Mã. Tuy nhiên để thực hiện công cuộc cải cách vừa lớn lao vừa can đảm này đã dành cho hai vị Giáo hoàng Lêô IX (1049-1054) và Gregory VII (1073-1085).
Giáo hoàng Nicôla II đến nam Italia và nhận lời thề trung thành của các ông hoàng Normanđi là Richard I d’Aversa và Robert Guiscard để đổi lấy sự trao chức của họ và sự trung thành của họ. Giáo hoàng tin cậy vào sự ủng hộ của Normanđi để cân bằng với sức mạnh của đế quốc.

## Công đồng Latran I
Năm 1060, ông triệu tập Công đồng Latran I ở Rôma và nhắc lại lệnh cấm các nước tham chiến tấn công các du khách, các giáo sĩ, các tu sĩ và những người nghèo khổ.
Một trong những người viết tiểu sử ông đã viết về ông: Văn chương là quen thuộc với ông, tài trí ông sáng rực sự sắc sảo; những bố thí của ông không biết đâu là bờ bến; sự trong sáng của ông vượt trên mọi sự nghi ngờ. Tôi phải gọi tên tất cả mọi nhân đức để miêu tả thực chất con người này, thực sự là của Thiên chúa.